# Ernst Fiala (Automobilkonstrukteur)
Josef Herbert Ernst Fiala (* 2. September 1928 in Wien) ist ein österreichischer Automobilkonstrukteur.

## Ausbildung
Ernst Fiala studierte bis 1954 Maschinenbau an der TU Wien. Bereits während seiner Studienzeit engagierte er sich von 1952 bis 1954 als Assistent am Institut für Verbrennungskraftmaschinen und Kraftfahrwesen. 1954 promovierte er mit der Arbeit Seitenführungskräfte am rollenden Luftreifen zum Doktor der technischen Wissenschaften.

## Zeit bei Daimler-Benz und an der TU Berlin
Seine Berufslaufbahn begann Fiala 1954 bei Daimler-Benz in Sindelfingen. Bis 1963 war er dort als Versuchs- und Entwicklungsingenieur sowie zuletzt als Leiter der Entwicklungsabteilung für PKW-Aufbauten tätig. 1963 wurde er als Ordinarius an das Institut für Kraftfahrzeuge der Technischen Universität Berlin berufen, wo er bis 1970 auch mit der Leitung des Technischen Prüfzentrums für Kraftfahrzeuge betraut war. Wegen der ihm zugeschriebenen Fähigkeit, komplizierte technische Vorgänge in leicht verständlicher Weise erläutern zu können, berief man ihn nebenamtlich in das Direktorium der Hamburger Verkehrsakademie.

## Wechsel zu VW und Entwicklung des Golf
Aufgrund von Studentenunruhen, Hochschulreform und eines neuen Universitätsgesetzes verließ Ernst Fiala 1970 die TU Berlin und wechselte zur Volkswagenwerk AG nach Wolfsburg. Dort übernahm er den Zentralbereich Forschung und im März 1972 kommissarisch die Leitung des Vorstandsbereichs Forschung und Entwicklung. 1973 wurde er zum VW-Vorstandsmitglied bestellt und blieb in dieser Funktion bis 1988. In seine Zeit fiel die Einführung des VW Golf, der 1974 auf den Markt kam, den legendären VW Käfer ablöste und zu einem der erfolgreichsten Modelle wurde. Neben der Erweiterung der Fahrzeugpalette mit Polo, Derby und Jetta und des VW-Nutzfahrzeugprogramms (VW LT) musste er sich mit den Folgen der ersten Ölkrise 1973/74, dem wachsenden Umweltbewusstsein sowie den gestiegenen Sicherheitsanforderungen auseinandersetzen. Er hatte Anteil an der Entwicklung des Dreiwegekatalysators, der Senkung des Luftwiderstandes, des Dieselmotors für Mittelklassewagen und der spurstabilisierenden Lenkung.
Nach Vollendung des 60. Lebensjahres gab Fiala seinen Posten auf, um sich intensiver der wissenschaftlichen und publizistischen Arbeit zu widmen. Als Berater blieb er VW verbunden, und als Honorarprofessor an der TU Wien lehrte er das Fach „Wechselbeziehungen zwischen Mensch und Fahrzeug“. Bis heute hat Ernst Fiala zahlreiche Fachaufsätze veröffentlicht, es wurden ihm mehr als 100 Patente erteilt, und er ist Mitglied in mehreren Aufsichtsräten.

## Werkeauswahl
- Soviel Auto braucht der Mensch (1990)[1]
- Was nach dem Auto kommt. Zur Naturgeschichte der Mobilität (1994)[2]
- Abenteuer Elektroauto. Eine umstrittene Technologie im Vakuum der Verkehrspolitik (1994)[3]
- Wachstum ohne Grenzen (2000)[4]
- Mensch und Fahrzeug. Fahrzeugführung und sanfte Technik (2006)[5]
- Ernst Fiala in: Internationales Biographisches Archiv 17/1992 vom 13. April 1992, im Munzinger-Archiv (Artikelanfang frei abrufbar)

## Auszeichnungen
- 1987: Großes Goldenes Ehrenzeichen für Verdienste um die Republik Österreich[6]
- Ehrendoktorwürde der Universität Heidelberg
- Ehrendoktorwürde der Universität Kragujevac
- 1971: Goldener Dieselring des Verbandes der Motorjournalisten für besondere Verdienste um die Verkehrssicherheit
- 2008: Verleihung des Béla Barényi Preises